# Fottigué
Fottigué är en ort i Burkina Faso.   Den ligger i regionen Centre-Est, i den sydöstra delen av landet, 200 km sydost om huvudstaden Ouagadougou. Fottigué ligger 216 meter över havet och antalet invånare är 2 698.
Terrängen runt Fottigué är huvudsakligen platt. Fottigué ligger nere i en dal. Runt Fottigué är det ganska tätbefolkat, med 86 invånare per kvadratkilometer.. Det finns inga andra samhällen i närheten.
Omgivningarna runt Fottigué är en mosaik av jordbruksmark och naturlig växtlighet.